# Диптих Барберіні
Диптих Барберіні, слонова кістка Пейреск-Барберіні — зберігається в Луврі візантійський виріб зі слонової кістки виконаний в античному стилі . Це зображення імператорського тріумфу традиційно датується першою половиною VI століття, а імператор зазвичай ототожнюється з Анастасієм I або, що більш імовірно, Юстиніаном I. Диптих є важливим історичним документом через свого зв'язку з королевою Брунгільдой — на його задню поверхню завдано поминальний список франкських королів Родичів Брунгільди, за яким можна судити про видному положенні королеви в франкської королівської сім'ї.
Хоча це не консульський диптих, в ньому використовуються багато прийомів, типові для предметів цього роду. Імператора на головній панелі супроводжує полонений варвар в штанах, чия присівша алегорична фігура з ногами, зігнутими в позі подяки або підпорядкування, розташована зліва і символізує, можливо, завойовані або відвойовані території. Фігура ангела або Перемоги, летить праворуч, вітає імператора втраченої традиційної пальмовою гілкою або короною. Хоча варвар частково схований величезним імператорським списом, воно не пронизує його, і він виглядає скоріше здивованим або переляканим, ніж войовничим. Фігура безбородого Христа зверху, оточеного двома ангелами в стилі поганських фігур Перемоги, символізує небесне правління, тоді як імператор представляє його на землі. На нижній панелі варвари Заходу (зліва, в штанях) і Сходу (праворуч, зі слонячих бивнів, тигром і маленьким слоном) приносять в данину диких тварин. Фігура на лівій панелі, що представляє, швидше за все, солдата, тримає статуетку Перемоги. Протилежна фігура втрачена і замінена дерев'яною панеллю відповідного розміру.

## Опис
Даний твір було зараховане до категорії диптихів його першим дослідником Франциском Горіем (лат. Ant. Franciscus Gorius), Який видав свою працю в 1759 році . Однак, оскільки відсутні звичайні в таких випадки сліди з'єднувала листи диптиха осі, це припущення спірно.
Початково диптих складався з п'яти прямокутних пластин, права з яких була (можливо, в XVI столітті) замінена на дошку з написом CONSTANT. N. IMP. CONST. Бічні пластини з'єднані в шпунт і гребінь з центральною. Даний предмет є єдиним світським імператорським диптихом тієї епохи, збереженим в настільки гарному стані. Серед порівнянних за якістю предметів, в основному, вироби церковного призначення. Диптих Барберіні часто згадується в одному ряду з панеллю із собору Святого Михайла в Мурано (в даний час в бібліотеці Равенни), двома панелями окладу євангелія з Сен-Лупікіна (зараз в Національній бібліотеці Франції) і панеллю з Ечміадзинського монастиря, відкритими Йозефом Стржіговскім .
Загальні розміри виробу 34,2 см у висоту на 26,8 см в ширину, при цьому центральна панель має розміри 19х12, 5 см і 2,5 см товщини. Диптих зроблений з слонової кістки і дорогоцінних каменів, з яких збереглося лише 7 перлин; немає ніяких слідів фарбування. Задня частина диптиха плоска і гладка, без заглиблення для воску, як це було прийнято, — консульські диптихи використовувалися як дощечки для письма.

## Власники
На задню поверхню диптиха в шість колонок завдано латинський список імен. Список зберігся погано, а в тій частині, яка була на правій панелі, повністю втрачено. Ймовірно, всього було близько 350 імен, читання яких ускладнюється великою кількістю більш-менш глибоких штрихів на матеріалі. Тим не менш, можна прочитати не менше половини імен та зробити висновок про призначення цього списку, який є одним з найстаріших прикладів поминальних списків в християнській церкві. Перші п'ять колонок містять чоловічі імена без всяких уточнень, шостий повністю заповнений жіночими. Частина з імен, які вдалося розібрати, відповідають іменам єпископів Тріра і Меца IV—VII століть. В кінці п'ятого стовпчика перераховано кілька королів Австразії .
В кінці списку йдуть імена, які можуть відноситися до нащадків королеви Брунгільди — її чоловікові Сігіберта, синові Хільдеберт, дочки Інгунде, онукам Теодеберту, Теодоріху і Атанагільд. Інші імена можуть належати родичам її чоловіка або іншим членам королівської сім'ї. Сам диптих, в такому випадку, міг бути посланий в дар меровингской двору і доставлений у Францію на початку VI століття. Надалі диптих міг бути піднесений в дар церкви — Мопсуестійскій собор у 550 році наказав церквам зберігати диптихи і молитися за тих, чиї імена написані на них .

Історія диптиха до 1625 року не відома — саме в цей рік він був проданий Нікола де Пейреску легату Франческо Барберіні в Екс-ан-Провансі, ввімкнули його в свою римську колекцію. Пейреск згадує цей твір мистецтва в листі до свого молодшого брата Паламеда де Валлавес 29 жовтня 1625:
… [Кардинал] був такий люб'язний, що подивився древній барельєф, який я знайшов дещо раніше, на якому зображений імператор Іраклій на коні, (…) і його сином Костянтином, що тримає Перемогу і багато полонених провінцій біля його ніг, як на Великої Камеї Тіберія. Я передав його йому, коли він їхав (…) у нього є кілька предметів в подібному стилі зі слонової кістки, до яких підійде. 
З великою ймовірністю можна знайти підтвердження перебування диптиха в колекції Барберіні за згадуванням вироби зі слонової кістки, що зображує Костянтина, в списку скульптур між 1626 і 1631 роками . Він був придбаний Лувром у 1899 році і з цього часу знаходиться у відділі грецьких, етруських і римських старожитностей під номером OA 9063 .

## Іконографія
Твір поєднує, з одного боку, класичну тему всемогутності переможного імператора, коронованого Перемогою, чия ойкуменічна влада еквівалентна загальному миру і процвітанню і, з іншого боку, тему перемоги християнства, що досягається заступництвом Христа і благословенням імператора. Це привносить нову космічну ієрархію в ідею тріумфу Римської імперії і тому робить твір високо політизованим, покликаним служити імперській пропаганді. Якість виготовлення дозволяє припустити, що виріб вийшло з імператорських майстерень Константинополя.

### Центральна панель
Композиція вибудувана навколо центральної панелі, домінуючою як своїм мотивом, так і стилістичним якістю. Її скульптурним мотивом є торжествена фігура імператора на здибленому коні. У своїй правій руці імператор тримає ратище списа з розвівається на вітрі прапором, інший кінець якого спрямований в землю. Іншою рукою він тримається за вуздечку коня. За списом поміщена фігура варвара, впізнаваного таким чином по волоссю, густій бороді і, перш за все, по штанях. Про це ж говорять його шапка, що нагадує фригійський ковпак і вказує на східне походження, туніка з довгими рукавами і мішкуваті штани. Символізуючи перса або скіфа, він представляє народи, підкорені імператором, — визнаючи своє підпорядкування, варвар стосується правою рукою списа і тримає ліву руку піднятою.
У правому нижньому кутку, під ногами коня лежить жінка. Сукня зісковзнула, оголивши її праву грудь; її ліва рука притримує поділ сукні, в який зібрані фрукти, символізують процвітання. Її права рука покірно піднята до правої ноги імператора. Вона уособлює Землю, символізуючи вселенську владу імператора, а фрукти нагадують про процвітання, супутньому його царюванню. Цей образ часто присутня на зображеннях торжествуючого імператора або в сценах величі імператора як, наприклад, на міссорії Феодосія (з Tellus, схожим чином представленим внизу композиції, під фігурою Феодосія I, що велично сидить на троні) і на рельєфі pietas augustorum на арці Галерія (де Тетрархів супроводжуються безліччю персоніфікацій, що включають Гею) . Подібні персоніфікації Теллус / Геї зазвичай розпізнаються за їх основним атрибуту, рогу достатку, який, хоча і не присутній явно на диптиху, але мається на увазі в наповненому фруктами подолі жінки, які мають ту ж форму і символічну функцію. У традиційних тріумфальних зображеннях це місце займає пронизує списом варвар, проте з якихось причин автор вирішив пом'якшити композицію. Таким чином, замість переможної боротьби він зобразив її щасливе завершення .
На противагу цій жіночій фігурі, в правому верхньому куті центральної панелі розташувалася крилата фігура Перемоги, спирається ногою на сферу — символ вищої влади — з нанесеним на неї знаком хреста і тримає в лівій руці пальмову гілку. Майже напевно в своїй відламаною правій руці вона тримала корону над головою імператора. Цей тип персоніфікації також відсилає до одного з образів переможного імператора, який можна знайти не тільки на монетах (наприклад, на зворотному боці соліди Костянтина II), але і в скульптурі (наприклад в сцені жертвопринесення на арці Галерія), а також на деяких консульських диптихах.
Імператор підстрижений «під горщик», край його зачіски у формі арки оточує його особу, подібно до того, як зображувався Костянтин, на ньому корона, прикрашена перлинами, з яких збереглося чотири. Риси його обличчя округлі і досить важкі, особливо повіки і ніс, але це додає портрету живі риси. На імператорі військова форма головнокомандувача, відповідна ролі, в якій він зображений, — під його кіраси надіта коротка туніка, поверх — скріплений фібулою плащ, поли якого майорять за його спиною. Спочатку фібула була зроблена з дорогоцінного каменю, як і кіраса. На ногах імператора плетені черевики (котурни), прикрашені левиними головами. Збруя коня прикрашена рядом інкрустованих медальйонів, з яких тільки центральний, на голові, зберіг свій первісний вигляд.
Увага, з яким виконані драпірування, і ретельність виконання деяких анатомічних деталей, таких як м'язи руки імператора, можна охарактеризувати як зразкові. Ці властивості зображення, разом з диспропорцією фігур, що підкреслюють велич персони імператора, характерні для феодосіанського мистецтва, проте техніка, в якій виконана центральна панель, не повторюється ні в одному візантійському пам'ятнику. Те, що загальна композиція характерна для багатьох християнських виробів з кістки VI століття, не суперечить тому, що використовується більш рання техніка .

### Бічні панелі
Бічні панелі вирізані менш глибоко (максимальна глибина різьблення на центральній панелі становить 28 мм, тоді як на бічних тільки 9 мм) і стилістично менш віртуозно, ніж центральна. Їх межа обрамлена простим зигзагоподібним орнаментом; в центрі кожної сторони знаходяться невеликі отвори для втрачених в даний час інкрустацій.
На лівій панелі зображений вищий офіцер, що видно по його військовій одязі і спорядженню, порівнянними з імператорськими. Бородатий, він одягнений в кірасу і палудаментум, скріплений на правому плечі фібулою, більш простий, ніж у імператора. Можна розрізнити піхов його меча на його поясі ліворуч. Він рухається у бік імператора і підносить йому статуетку Перемоги на п'єдесталі — вона тримає корону і пальмову гілку. Біля його ніг сумка. Людина перебуває в архітектурній композиції, утвореної двома колонами, що закінчуються коринфськими капітелями. Поверхня, на якій він стоїть, вимощена тесселяціонним способом (можливо, це штучна мозаїка). Композиція нагадує зроблене Прокопій Кесарійський опис стельової мозаїки в палаці Халки, де полководець Велізарій підносить Юстиніану плоди своїх перемог.
Ця фігура іноді інтерпретується, як зображає римського консула, а статуетка Перемоги і сумка (по всій видимості, що містить золото) як консульські атрибути . У цьому випадку фігура може бути алюзією на sparsio, роздачу консулами грошових сум, як це можна бачити на диптихах Клемента (513) і Юстина (540). При цьому сама сумка із золотом в більш широкому сенсі може бути символом військової здобичі, доказом перемоги імператора. Схожим чином цезар Галл тримає статуетку перемоги в Хронографі 354 роки, проте він одягнений в цивільний, а не військовий одяг. Офіцер на диптиху Барберіні тому, найімовірніше, зображує генерала, який брав участь у переможної кампанії. Природно припустити, що на симетричній панелі схожим чином був зображений інший генерал.

### Нижня панель
Нижня панель нагадує фриз, прикрашений подвійний процесією варварів і тварин, що сходяться до центральної фігурі Перемоги. Вона повернена так, щоб дивитися вгору в сторону фігури імператора на центральній панелі, і тримає у правій руці військовий трофей, представлений в традиційній формі гілки, з прикріпленими до неї зброєю, зброєю і видобутком. Переможені варвари підносять імператору різні подарунки даниною і розрізняються за своїми одягам і диким тваринам, які їх супроводжують. Ліворуч дві бородаті фігури того ж типу, що і зображена на центральній панелі, вони одягнені в короткі туніки, фригійські ковпаки і закрите взуття. Один з них несе корону, інший — циліндровий контейнер з невідомим вмістом, можливо з золотом; попереду них крокує лев. Вони можуть бути персами або скіфами.
Два варвара праворуч одягнені абсолютно відмінним чином — вони оголені вище пояса, на них головні убори з тканини, прикрашені пір'ям, простий шматок тканини обмотаний навколо стегон, на ногах сандалі. Їх супроводжують тигр і маленький слон. Перший варвар несе слонячий бивень на плечі, а другий — палицю невідомого призначення. Ці фігури символізують індійське посольство .
Тема варварів, що надають данину поваги імператору, часто зустрічається в римських і візантійських барельєфах — в даному випадку це лат. aurum coronarium , Підношення данини. Варвари дозволяли показати Клеменц імператора і підкреслити символізм його перемоги. На одному з двох фрагментів консульського диптиха Василя (541), що зберігається в міланської галереї Брера, представлений той же мотив. Він також може бути виявлений в Константинополі, наприклад, в підставі колони Аркадія (з аналогічною композицією) або на обеліску Феодосія на іподромі . На обеліску Феодосія десять варварів, також розділені на дві групи, сходяться до центральної фігурі імператора, в даному випадку сидячого велично на троні в імператорській ложі і оточеного іншими августами. Зліва перси, праворуч невизначені західні варвари, можливо германці або готи. Перемога відсутня на цьому рельєфі, але вона присутня на втраченої частини основи колони Аркадія і на втраченому підставі колони Костянтина — В обох випадках Перемога перебувала в центрі композиції, виступаючи свого роду посередником між переможеними варварами і фігурою імператора, розташованої нижче.
Яка б не була точна датування даної різьби, вона є самим пізнім зображенням сюжету підношення варварів. Забуття цього сюжету, поширеного в античності, пов'язано, ймовірно, з тим, що сам цей обряд вийшов з ужитку. В пізнішу епоху тріумф включав лише колінопреклоніння бранців перед імператором, як це описано в трактаті " Про церемонії " Костянтина Багрянородного .

### Верхня панель
Верхню панель диптиха займають два ангели, що несуть imago clipeata тобто широкий медальйон із зображеним на ньому погрудний зображення молодого і безбородого Христа, який тримає хрестоподібний скіпетр в лівій руці і з правою рукою в традиційному жесті благословення (безіменний палець поверх великого). Бюст оточений символами сонця зліва і місяця й зорі праворуч . В даному випадку пара ангелів заміщає більш давній образ двох Перемог, несучих персоніфікований Константинополь на згаданому вище міланському диптиху, — заміна вельми суттєва і відображає зрушення в парадигмі, істотний для розуміння і датування даного твору.

## Ідентифікація імператора
Питання про ідентифікацію імператора, зображеного на центральній панелі, є основною проблемою, що займає дослідників диптиха, — його перший сучасний власник, Пейреск, упізнав його як Іраклія I, а офіцера на лівій панелі як його сина, Костянтина III. Згідно наступним версіям про особистості центральної фігури це міг бути Костянтин I, Констанцій II, Зенон і, як найбільш вірогідні кандидатури, Анастасій I і Юстиніан I . Вирішення цього питання ускладнюється тією обставиною, що не обов'язково повинен був бути зображений імператор, що правив на момент створення зображення. З урахуванням цього міркування датування диптиха надає безумовно корисну, але не вирішальну, для ідентифікації інформацію.

### АнастасійI
Зі стилістичної точки зору, горельєф центральної панелі зіставимо з двома іншими панелями із слонячої кістки, одна з яких зберігається в Барджелло, а інша в Музеї історії мистецтв, датованими початком VI століття. Обидві вони зображують імператрицю Аріадну, колишню дружиною спочатку імператора Зенона, а потім Анастасія. Ця схожість дозволяє припустити можливість ідентифікації імператора на диптиху Барберіні як Анастасія.
Правління Анастасія з зовнішньополітичної точки зору було відзначено важкої війною з Персією в 502—505 роках. За підсумками мирного договору, підписаного в 506 році, зберігся status quo, проте після попередніх невдач це було в Константинополі розцінено як тріумф, і створення диптиха може бути розглянуто в цьому контексті.
Хоча фігура зліва і має вигляд, схожий з зображеннями деяких консулів епохи Анастасія — наприклад, Флавія Анастасія (517) або, особливо, його брата Магна (518) — портрет імператора на диптиху Барберіні має мало схожості з відомим портретом Анастасія, такими як медальйон на його власному консульському диптиху. З точки зору зовнішньої схожості зображення ближче до відомого портрета Костянтина Великого, що дозволило деяким історикам виробити ототожнення з цим імператором. Цю точку зору, як можна судити по запису в каталозі, поділяв і сам Барберіні. Ця інтерпретація призвела до появи сучасної написи на заміщаючій панелі праворуч, в якій легко вгадується ім'я імператора, якщо, звичайно, не мається на увазі Констант або Констанцій II.
З іншого боку, стилістичні критерії не залишають жодних сумнівів у тому, що виріб було створено не раніше, ніж наприкінці V століття, тому залишається тільки припустити явне бажання автора надати зображенню риси цього імператора. З урахуванням усіх цих обставин, такі відсилання до іконографії Костянтина роблять більш ймовірним припущення про приналежність зображення швидше Юстиніаном, ніж Анастасію.

### Юстиніан I
Стиль барельєфів бічних панелей, в особливості, чисто графічна передача зображень і непластичний виконання елементів одягу дозволяють припустити більш пізню датування, приблизно близько середини VI століття. Найвищою якістю різьби твір нагадує інше знамените виріб зі слонової кістки цього періоду, кафедру Максиміана в Равенні (545—556), деякі з пластин якого, ймовірно, були вирізані в константинопольських майстерень імператора .
Домінуюче положення, яке займає в композиції фігура благословляючого імператора Христа, дозволяє зробити припущення про дату створення твору в правління Юстиніана — воно таке ж, як на консульському диптиху Юстина 540 року, останньому (поряд зі згаданим вище диптихом Василя) відомому консульському диптиху перед скасуванням Юстиніаном інституту консулів в 541 році . Цей диптих є першим і єдиним, на якому помітний явний християнський елемент — між зображеннями імператорської подружжя поміщено поясний зображення Христа . До цього часу присутність християнської символіки на диптихах було обмежено зображеннями хреста, подібно до тих, які обрамляли імператорські портрети на диптиху Клементина (513). Хрест також зображувався всередині корони, несомой двома ангелами, самого відомого образу феодосіанского періоду — крім окладу слонової кістки з Мурано, це також фігури на барельєфах колони Аркадія і в орнаменті саркофага Сарігюзель. Заміна хреста у короні бюстом Христа на диптиху Барберіні відзначає ще один крок у християнізації цього виду мистецтва, яке має бути датована періодом більш пізнім, ніж правління Анастасія, і добре відповідає ідеологічним установкам початку правління Юстиніана. Лондонська Archangel ivory Від якої збереглася тільки одна панель, зображує архангела, берлодержця і сферу, увінчану хрестом, і відноситься до того ж ідеологічному напрямку. Твір точно датована 527 роком Д. Райтом після виконання останнім нового перекладу грецької написи .
Ідентифікація імператора-тріумфатора з Юстиніаном добре поєднується з іншими зображеннями цього імператора, які також включають кінні статуї і статуї Перемоги. Малюнок Німфіріоса (члена гуртка Киріака анконські), що зберігається в даний час в бібліотеці Будапештського університету, показує статую, вінчає колону, зведену Юстиніаном в 543—544 роках на площі Августейон в Константинополі, докладно описану Прокопій Кесарійський в його панегірику " Про споруди " . Зображення статуї з Августейона зустрічається також на монетах і медалях Юстиніана, в тому числі на великій 36 — солідовій медалі, вкраденої з паризького Кабінету медалей в 1831 році, від якої збереглася тільки гальванопластичного копія. На лицьовій стороні медалі можна бачити бюст Юстиніана в образі генерала, озброєного списом, одягненого в кірасу і складний головний убір, що включає діадему і «туфу» . Те, що імператор зображений в три чверті, дозволяє датувати медаль періодом до 538 року, після якого він зображувався виключно анфас. Можливо, приводом для створення медалі послужило проведення розкішного тріумфу 534 року на честь відвоювання Карфагена і переможного завершення Вандальської війни. З іншого боку, важливе положення варварів, традиційно ідентифікуються як перси, а також паралелі зі скульптурною групою з підніжжя колони Юстиніана дозволяють припустити, що зображення було створено на честь укладеного з Персією в 532 році Вічного миру.

Свідоцтво про ще одну втрачену кінній статуї, що знаходилася на константинопольському іподромі, збереглося тільки в присвятному написи з Палатинській антології. Хоча її зображень не збереглося, саме місце її розташування — головне місце зібрань у столиці імперії — змушує припустити, що ця статуя була основною кінною статуєю імператора і тому могла служити прототипом для цього диптиха та інших творів мистецтва. Текст цього напису не може не нагадати головну тему диптиха Барберіні:
Ось, государ [і] винищувач мідян, приношення тобі від Євстафія, батька і сина Риму, який в твоїй владі: бойовий кінь, що встав на диби над Перемогою, друга Перемога, яка коронує тебе і ти сам верхи на цьому коні, швидкий як вітер . Так високо піднеслася твоя міць, Юстиніан — і на землі богатирі мідян і скіфів будуть вічно в ланцюгах.
Можливо, це була остання кінна статуя в Візантії, після чого цей іконографічний тип зникає як у монументальній формі, так і в нумізматиці.